# إقبال العلايلي
إقبال العلايلي (توفيت عام 1984) كانت كاتبة سريالية مصرية وأحد مؤسسي مجلة فن وحرية [الإنجليزية].